# Осек-Ясельски (гмина)
Осек-Ясельски (пол. Osiek Jasielski) — сельская гмина (волость) в Польше, входит как административная единица в Ясленский повет, Подкарпатское воеводство. Население — 5321 человек (на 2004 год).

## Демография
| Перепись                       | Всего   | Всего | Женщины | Женщины | Мужчины | Мужчины |
| ------------------------------ | ------- | ----- | ------- | ------- | ------- | ------- |
| Единицы                        | человек | %     | человек | %       | человек | %       |
| Население                      | 5321    | 100   | 2677    | 50,3    | 2644    | 49,7    |
| Плотность населения (чел./км²) | 88      | 88    | 44,3    | 44,3    | 43,7    | 43,7    |

## Сельские округа
1. Чекай
2. Мрукова
3. Осек-Ясельски
4. Пельгжимка
5. Самокленски
6. Сверхова
7. Заленже
8. Завадка-Осецка

## Соседние гмины
1. Гмина Дембовец
2. Гмина Кремпна
3. Гмина Новы-Жмигруд
4. Гмина Сенкова